# A True Westerner
Pour plus de détails, voir Fiche technique et Distribution.
A True Westerner  est un film muet américain réalisé par Milton J. Fahrney et sorti en 1911.

## Synopsis
À cause de sa dépendance au jeu, un jeune homme entraîne la ruine de sa famille...

## Fiche technique
- Titre : A True Westerner
- Réalisation : Milton J. Fahrney
- Scénario : Milton J. Fahrney
- Producteur : David Horsley
- Société de production : Nestor Film Company
- Société de distribution : Motion Picture Distributors and Sales Company
- Pays d'origine :  États-Unis
- Langue : film muet avec les intertitres en anglais
- Métrage 259,08 mètres
- Format : Noir et blanc — 35 mm — 1,33:1 — Muet
- Genre : Film dramatique, Western
- Durée : 8 minutes 30
- Dates de sortie : 
  -  États-Unis : 8 novembre 1911

## Distribution
- Harold Lockwood : Bob Bonner
- Gertrude Claire : Mrs Bonner